# Vadu Săpat
Vadu Săpat est une commune roumaine du județ de Prahova, dans la région historique de Valachie et dans la région de développement du Sud.

## Géographie
La commune de Vadu Săpat est située dans l'est du județ, à la limite entre la grande plaine valaque et les premières collines des Carpates, à 5 km au nord-ouest de Mizil et à 45 km au nord-est de Ploiești, le chef-lieu du județ.
La municipalité est composée des trois villages suivants (population en 1992) :
- Ghinoaica ;
- Ungureni (857) ;
- Vadu Săpat (932), siège de la municipalité.

## Histoire
La commune est née en 2004 de la séparation d'avec la commune de Fântânele.

## Politique
| Parti | Parti                           | Sièges |
| ----- | ------------------------------- | ------ |
|       | Parti national libéral (PNL)    | 5      |
|       | Parti social-démocrate (PSD)    | 5      |
|       | Parti Mouvement populaire (PMP) | 1      |

## Démographie
On comptait en 2002 840 ménages et 800 logements.
| 2002  | 2011  |
| ----- | ----- |
| 1 843 | 1 678 |

## Économie
L'économie de la commune repose sur l'agriculture (viticulture) et l'élevage.